# Ups & Downs
Ups & Downs è il quarto singolo del rapper Snoop Dogg, ad essere estratto dal suo settimo album R&G (Rhythm & Gangsta): The Masterpiece del 2004.

## Descrizione
La canzone utilizza un campionamento del brano del 1979 dei Bee Gees Love You Inside Out, ed ha uno stile molto differente rispetto alle classiche sonorità di Snoop Dogg.

## Video musicale
Il videoclip del brano all'intro presenta un mini-video musicale per il brano Bang Out, anch'esso contenuto in R&G (Rhythm & Gangsta): The Masterpiece.

## Tracce
CD Maxi Single
1. Ups & Downs - 4:07
2. Drop It like It's Hot (Live In Dublin) - 4:49
3. Ups & Downs (Instrumental) - 4:07
4. Ups & Downs (Video)

12" Vinile
A1 Ups & Downs (Radio Edit w/o Intro) - 3:36
A2 Ups & Downs (Instrumental) - 3:36
A3 Ups & Downs (Radio Edit w/Intro) - 4:06
B1 Ups & Downs (LP) - 4:05
B2 Bang Out (Radio Edit) - 3:05
B3 Bang Out (LP) - 3:06

## Classifiche
| Classifica                | Posizione |
| ------------------------- | --------- |
| Stati Uniti (R&B/hip-hop) | # 67      |
| Regno Unito               | # 36      |
| Australia                 | # 25      |
| Germania                  | # 84      |
| Svizzera                  | # 46      |
| Irlanda                   | # 19      |
| Finlandia                 | # 19      |